# Antonín Puč
Antonín Puč (Jinonice, 1907. május 16. – Prága, 1988. április 18.) világbajnoki ezüstérmes csehszlovák válogatott labdarúgó.
A csehszlovák válogatott tagjaként részt vett az 1934-es és az 1938-as világbajnokságon.

## Sikerei, díjai
Slavia Praha
- Csehszlovák bajnok (7): 1928–29, 1929–30, 1930–31, 1932–33, 1933–34, 1934–35, 1936–37
- Közép-európai kupa győztes (1): 1938

Egyéni
- A csehszlovák bajnokság gólkirálya (2): 1927 (13 gól), 1928–29 (13 gól)

Csehszlovákia
- Világbajnoki döntős (1): 1934